# كابروني كا.164
كابروني كا.164 (بالإنجليزية: Caproni Ca.164)‏ هي طائرةٌ إيطاليَّة، صنعتها شركة كابروني للطائرات، وكان أول تحليقٍ لها في 17 نوفمبر 1938.